# Nusatidia melanobursa
Nusatidia melanobursa är en spindelart som beskrevs av Christa L. Deeleman-Reinhold 200. Nusatidia melanobursa ingår i släktet Nusatidia och familjen säckspindlar. Inga underarter finns listade i Catalogue of Life.